# Nikołaj Waszugin
Nikołaj Nikołajewicz Waszugin (ros. Николай Николаевич Вашугин, ur. 5 kwietnia?/18 kwietnia 1900 we wsi Zarucze, obecnie obwód jarosławski, zm. 28 czerwca 1941) – radziecki oficer polityczny, komisarz korpuśny. 
W Armii Czerwonej od 1919. W 1933 ukończył Akademię Wojskową im. Michaiła Frunzego i w 1937 kursy „Wystrieł”. W latach 1920–1941 zajmował różne stanowiska partyjne i polityczne, od komisarza szkoły pułkowej do członka rady wojskowej okręgu. Uczestniczył w wojnie zimowej z Finlandią 1939–1940. Po ataku Niemiec na ZSRR był członkiem rady wojskowej Frontu Południowo-Zachodniego. 
W 1940 mianowany do stopnia komisarza korpuśnego.
Odznaczony Orderem Lenina.
28 czerwca 1941 popełnił samobójstwo .